# O Prefeito
O Prefeito é um filme brasileiro de 2016, do gênero comédia, dirigido e escrito por Bruno Safadi. Conta a história de um prefeito que cobiça entrar para história com projetos grandiosos, estrelado por Nizo Neto.

## Sinopse
O ambicioso prefeito da cidade do Rio de Janeiro (Nizo Neto) planeja obras grandiosas para a cidade com o intuito de reformá-la por completo até se tornar um exemplo mundial de beleza e conforto. Ele tem grandes aliados na política, mídia e indústria e começa a elaborar seus projetos. Seguindo os conselhos de um ser fantasmagórico (Djin Sganzerla), surge uma ideia mais ousada: tornar o Rio de Janeiro uma nação independente.

## Elenco
- Nizo Neto ... Prefeito[3]
- Djin Sganzerla ... ser fantasmagórico
- Gustavo Novaes ... mordomo

## Lançamento

### Exibição
O filme foi selecionado para diversos festivais de cinema nacionais e internacionais. Ganhou projeção internacional em 2015, ao ser exibido no Festival Internacional de Cinema de Locarno, na Suíça.
Em 2016, fez parte da seleção oficial do Cine PE, festival de cinema em Recife, e também da 39° edição da Mostra de São Paulo. Ainda em 2016, foi selecionado para o Festival de Munique, na Alemanha.

### Lançamento comercial
No Brasil, contou com distribuição pela empresa Elo Company, chegando aos cinemas do país em 2 de dezembro de 2016.

## Principais prêmios e indicações
- Festival de Cinema Internacional do Uruguay (2016): Melhor Filme,  para Bruno Safadi. (Venceu)[6]